# Symone
Reggie Gavin (Conway, Arkansas, 15 de gener de 1995) és un model i drag-queen dels Estats Units, que actua sota el nom artístic de Symone. Amb el seu personatge drag, va guanyar la temporada 13 del concurs televisiu RuPaul's Drag Race.

## Biografia
Reggie Gavin va ser criat a Conway, Arkansas. És el menor de tres fills, i té dos germans que són molt més grans que ell. Era un nen tímid i reservat a causa de l'angoixa que li suposava ser homosexual.

### Inicis en el drag
Gavin va descobrir el drag quan era adolescent, el 2009, amb l'inici de RuPaul's Drag Race. Va començar a experimentar amb el maquillatge i el drag, i va assistir al ball de fi de curs de l'últim any de secundària amb un vestit.
Poc després de graduar-se el 2013, va actuar per primera vegada a la discoteca Triniti amb el nom de Delilah Alamaine. Mentre estudiava a la Universitat d’Arkansas a Little Rock, va començar a tenir seguidors com a intèrpret a Discovery i Club Sway, i més tard va canviar el seu nom artístic a Symone, a partir del personatge d’una obra que va escriure a l’institut. Va organitzar una sèrie anomenada Symone Says al Club Sway. Symone ha dit que el seu personatge drag representa "la persona que realment soc. Diria que Reggie és una màscara que em poso cada dia".
Symone és membre del col·lectiu queer de moda i cultura pop House of Avalon juntament amb la finalista de la temporada 12 de Drag Race, Gigi Goode. El col·lectiu es va iniciar el 2016 a Little Rock pel dissenyador Marko Monroe, Hunter Crenshaw i Grant Vanderbilt. Vanderbilt és la mare drag de Symone.

### RuPaul's Drag Race
Symone es va traslladar a Los Angeles el 2019 i es va unir a altres membres de la House of Avalon que també eren a la ciutat. El 2021 va guanyar protagonisme com a concursant la temporada 13 de RuPaul's Drag Race, convertint-se així en la primera concursant d'Arkansas del programa. Ha rebut crítiques positives per la seva moda i personalitat, que freqüentment fan referència a icones culturals negres com Lil' Kim i Grace Jones.
Symone va centrar l'atenció dels mitjans de comunicació pel seu vestit de passarel·la que va portar a l'episodi 9: un vestit de pell sintètica blanca amb malucs exagerats, forats de bala vermells a la part posterior i un tocat blanc amb el text Say Their Names. Mentre caminava per la passarel·la, va recitar els noms de diversos afroamericans assassinats: Breonna Taylor, George Floyd, Brayla Stone, Trayvon Martin, Tony McDade, Nina Pop i Monika Diamond. El vestit va ser dissenyat per Marko Monroe i creat per Howie B. Symone va dir que la seva intenció amb el vestit era afirmar: "Per molt bonics o bells o no amenaçadors que semblem, jo i la gent negra, encara som vistos com una amenaça".
Va guanyar la temporada a la gran final del 23 d'abril de 2021.

## Filmografia
| Any  | Títol                                            | Rol          | Notes      | Ref    |
| ---- | ------------------------------------------------ | ------------ | ---------- | ------ |
| 2021 | RuPaul's Drag Race (temporada 13)                | Concursant   | Guanyadora | [ 9 ]  |
| 2021 | RuPaul's Drag Race: Untucked                     | Concursant   | Guanyadora |        |
| 2021 | RuPaul's Drag Race: Can't Keep a Good Queen Down | Ella mateixa | Especial   | [ 10 ] |

## Discografia

### Com a artista principal
| Títol                                     | Any  |
| ----------------------------------------- | ---- |
| "Condragulations" (versió de repartiment) | 2021 |
| "Social Media: The Unverified Rusical"    | 2021 |

### Com col·laboració
| Títol                                                                | Any  |
| -------------------------------------------------------------------- | ---- |
| "Lucky" (RuPaul featuring the Cast of RuPaul's Drag Race, Season 13) | 2021 |